# Amstel Gold Race 1999
La 34ª edición de la Amstel Gold Race se disputó el 24 de abril de 1999 en la provincia de Limburg (Países Bajos). La carrera constó de una longitud total de 257 km, con inicio y final en Maastricht.
El vencedor fue el holandés Michael Boogerd (Rabobank) fue el vencedor de esta edición al imponerse al sprint a su compañero de escapada, el estadounidense Lance Armstrong (US Postal Service). El italiano Gabriele Missaglia (Lampre-Daikin) completaron el podio. 

## Clasificación final
| Pos. | Ciclista            | Equipo            | Tiempo     |
| ---- | ------------------- | ----------------- | ---------- |
| 1    | Michael Boogerd     | Rabobank          | 6h 37' 23" |
| 2    | Lance Armstrong     | US Postal Service | m. t.      |
| 3    | Gabriele Missaglia  | Lampre-Daikin     | + 16"      |
| 4    | Maarten den Bakker  | Rabobank          | m. t.      |
| 5    | Laurent Roux        | Casino            | m. t.      |
| 6    | Léon van Bon        | Rabobank          | + 46"      |
| 7    | Markus Zberg        | Rabobank          | m. t.      |
| 8    | Gian-Matteo Fagnini | Saeco             | + 51"      |
| 9    | Daniele Nardello    | Mapei-Quick Step  | m. t.      |
| 10   | Marco Velo          | Mercatone Uno     | + 54"      |